# Germinon
Germinon és un municipi francès, situat al departament del Marne i a la regió del Gran Est. L'any 2007 tenia 125 habitants.

## Demografia

### Població
El 2007 la població de fet de Germinon era de 125 persones. Hi havia 52 famílies, de les quals 16 eren unipersonals (4 homes vivint sols i 12 dones vivint soles), 16 parelles sense fills i 20 parelles amb fills.
La població ha evolucionat segons el següent gràfic:
Habitants censats

### Habitatges
El 2007 hi havia 60 habitatges, 53 eren l'habitatge principal de la família, 4 eren segones residències i 3 estaven desocupats. Tots els 59 habitatges eren cases. Dels 53 habitatges principals, 43 estaven ocupats pels seus propietaris, 5 estaven llogats i ocupats pels llogaters i 5 estaven cedits a títol gratuït; 1 tenia una cambra, 2 en tenien dues, 9 en tenien tres, 10 en tenien quatre i 31 en tenien cinc o més. 42 habitatges disposaven pel capbaix d'una plaça de pàrquing. A 22 habitatges hi havia un automòbil i a 22 n'hi havia dos o més.

### Piràmide de població
La piràmide de població per edats i sexe el 2009 era:
| Homes | Edats   | Dones |
| ----- | ------- | ----- |
| 0     | 95 o +  | 0     |
| 0     | 90 a 94 | 0     |
| 0     | 85 a 89 | 0     |
| 0     | 80 a 84 | 0     |
| 0     | 75 a 79 | 12    |
| 4     | 70 a 74 | 4     |
| 0     | 65 a 69 | 4     |
| 0     | 60 a 64 | 4     |
| 8     | 55 a 59 | 0     |
| 8     | 50 a 54 | 4     |
| 4     | 45 a 49 | 4     |
| 4     | 40 a 44 | 0     |
| 4     | 35 a 39 | 4     |
| 0     | 30 a 34 | 8     |
| 4     | 25 a 29 | 0     |
| 4     | 20 a 24 | 0     |
| 0     | 15 a 19 | 0     |
| 0     | 10 a 14 | 0     |
| 0     | 5 a 9   | 4     |
| 8     | 0 a 4   | 0     |

## Economia
El 2007 la població en edat de treballar era de 77 persones, 62 eren actives i 15 eren inactives. De les 62 persones actives 59 estaven ocupades (33 homes i 26 dones) i 3 estaven aturades (2 homes i 1 dona). De les 15 persones inactives 4 estaven jubilades i 11 estaven classificades com a «altres inactius».

### Ingressos
El 2009 a Germinon hi havia 55 unitats fiscals que integraven 139 persones, la mediana anual d'ingressos fiscals per persona era de 22.434 €.

### Activitats econòmiques
Dels 9 establiments que hi havia el 2007, 1 era d'una empresa extractiva, 1 d'una empresa de fabricació d'altres productes industrials, 1 d'una empresa de construcció, 1 d'una empresa de comerç i reparació d'automòbils, 2 d'empreses de transport, 1 d'una empresa d'hostatgeria i restauració, 1 d'una empresa immobiliària i 1 d'una empresa de serveis.
L'any 2000 a Germinon hi havia 17 explotacions agrícoles.

## Poblacions més properes
El següent diagrama mostra les poblacions més properes.